# Клиничев, Павел Евгеньевич
Павел Евгеньевич Клиничев (род. 3 февраля 1974, Ростов-на-Дону) — российский оперный и симфонический дирижёр, доцент МГК им. Чайковского. Заслуженный артист России (2021).

## Биография
В 1989—1993 годах обучался в Музыкальном училище при Московской консерватории на отделении хорового дирижирования (класс Леонида Павлова); в 1993—2000 — в Московской консерватории вначале как хоровой, а затем и как оперно-симфонический дирижёр (классы профессоров Бориса Тевлина и Марка Эрмлера).
С 2001 года — дирижёр Большого театра. Дирижёр-постановщик ряда спектаклей:
- «Собор Парижской Богоматери» М. Жарра, хореография Ролана Пети
- «Золотой век» Д. Шостаковича (2006)
- «Корсар» А. Адана (2007)
- «Эсмеральда» Ц. Пуни (2009)
- «Юноша и смерть» на музыку «Пассакалии» И. С. Баха (2010).

Гастролировал с оперной, балетной труппой и оркестром Большого театра (Ла Скала, Парижская национальная опера, Метрополитен-опера, Ковент Гарден, Центр Исполнительских искусств имени Джона Кеннеди, Бунка Кайкан в Токио, Национальный центр исполнительских искусств в Пекине, Мариинский театр и т. д.).
Является музыкальным руководителем постановок в российских театрах:
- «Царская невеста» Н. Римского-Корсакова (Екатеринбург)
- «Лебединое озеро» П. Чайковского (Екатеринбург)
- «Ромео и Джульетта» С. Прокофьева (Ростов-на-Дону)
- «Паяцы» Р. Леонкавалло (Астрахань)
- «Иоланта» П. Чайковского (Астрахань)
- «Евгений Онегин» П. Чайковского (Астрахань).

В 2010—2015 годах — главный дирижёр Екатеринбургского театра оперы и балета. Дирижёр-постановщик спектаклей:
- «Царская невеста»
- «Любовь к трём апельсинам» С. Прокофьева (режиссёр Уве Шварц, премьера в апреле 2011)
- «Граф Ори»
- «Отелло»
- «Риголетто»
- Amore Buffo
- «Цветоделика»

и других. С 2015 года — приглашённый дирижёр. Подготовил премьеры балетов:
- «Ромео и Джульетта»
- «Снежная королева»
- «Приказ короля»
- «Вальпургиева ночь»
- «Неаполь»
- «Вариации Сальери»
- «Сказки Перро»
- «Каменный цветок».

С сезона 2014/15 приглашённый дирижёр Михайловского театра (Санкт-Петербург).
- Корсар музыка Адольфа Адама, Цезаря Пуни, Лео Делиба, Людвига Минкуса, Риккардо Дриго, Петра Ольденбургского, Никиты Трубецкого, Антона Симона хореография Мариуса Петипа, Константина Сергеева в редакции Михаила Мессерера

## Награды
- Золотая маска:
  - 2011 — номинант в номинации «Балет / Работа дирижёра» за спектакль «Любовь к трём апельсинам» (Екатеринбургский театр оперы и балета)
  - 2019 — лауреат в номинации «Балет / Работа дирижёра» за спектакль «Ромео и Джульетта» (Большой театр, Москва)[2]
  - 2022 — лауреат в номинации «Балет / Работа дирижёра» за спектакль «Конёк-горбунок» (Урал Опера Балет, Екатеринбург)
- Заслуженный артист России (2021)